# Пежо тип 42
Пежо тип 42 (фр. Peugeot Type 42) је био аутомобил произведен 1903. године од стране француског произвођача аутомобила Пежо у њиховој фабрици у Лилу. У тој години је произведено 79 јединица.
Аутомобил је покретао четворотактни, четвороцилиндрични мотор снаге 18 КС и запремине 3635 cm³. Мотор је постављен напред и преко ланчаног преноса давао погон на задње точкове.
Тип 42 је имао међуосовинско растојање од 1950 мм. Каросерија је типа дупли фетон са простором за четири особе.